# Вершаці
Ве́ршаці (перша назва — Нестерівка) — село в Черкаському районі Черкаської області, підпорядковане Чигиринській міській громаді. Населення 747 чоловік, 430 дворів (на 1 січня 2007 року).
Село розташоване на річці Ірклій за 18 км на південь від районного та обласного центру — міста Черкаси. На півночі сусідить з селами Яничі і селищем Бурякове, на сході з селищем Чернече, і селом Тарасо-Григорівка на півдні.
Назва походить від сербського топоніма Вршац.

## Географія
У селі річка Мала Чута впадає у річку Ірклій.

## Історія
До середини 17 століття було українським селом Нестерівка, а з утворенням Новосербії отримало сучасну назву.
У 1752-64 роках тут була 20 рота новосербського Гусарського полку (кінного). Інші назви села: Нестерівський шанець, Вершац (сербський аналог — Вршаць).
Станом на 1886 рік у селі Стецівської волості Олександрійського повіту Херсонської губернії мешала 2240 осіб, налічувалось 441 дворове господарство, існували 2 православні церкви та церковно-приходська школа, відкрита у 1863 році.
За переписом 1897 року кількість мешканців зросла до 3198 осіб (1556 чоловічої статі та 1642 — жіночої), з яких 3137 — православної віри.
У 1928 році, під час примусової колективізації, у селі організовано колгосп «Перший крок незаможника», що пізніше став називатися «Комунар» та використовував 3116 га землі, у тому числі 2588 га орної.
1966 року в центрі села на честь загиблих у роки Другої світової війни, у якій брало участь 415 селян, споруджено обеліск Слави, на якому викарбувано імена воїнів-односельців, що не повернулися з війни. Поряд з ним знаходиться братська могила воїнів-визволителів села та пам'ятник-танк. У парку стоїть пам'ятник Т. Г. Шевченку.
Станом на 1972 рік у селі мешкало 2005 чоловік, працювала 8-річна школа, діяло 2 бібліотеки з книжковим фондом 5500 примірників, клуб, стаціонарна кіноустановка, фельдшерсько-акушерський пункт, пологовий будинок, дитячі ясла. Працювали 5 магазинів, швейна майстерня, побутовий комбінат, відділення зв'язку і ощадної каси.

## Сучасність
Нині село має середню школу І-ІІІ ступенів, Будинок культури, бібліотеку, поштове відділення, фельдшерсько-акушерський пункт, філію ощадкаси.
Земельні паї жителів села орендує ПП «Вершаці».
Село з обох боків оповите річками Ірклій та Косминка, є два ставки, де жителі села ловлять рибу та відпочивають влітку.
Біля села розташований лісове урочище «Цирульників Ліс».

## Видатні люди
- Адамович В'ячеслав Дмитрович (9 лютого 1981 — † 9 лютого, 2024) — учасник російсько-української війни, який загинув під час російського вторгнення в Україну.[7]

## Фотогалерея

Пам'ятник Шевченку Т.Г.
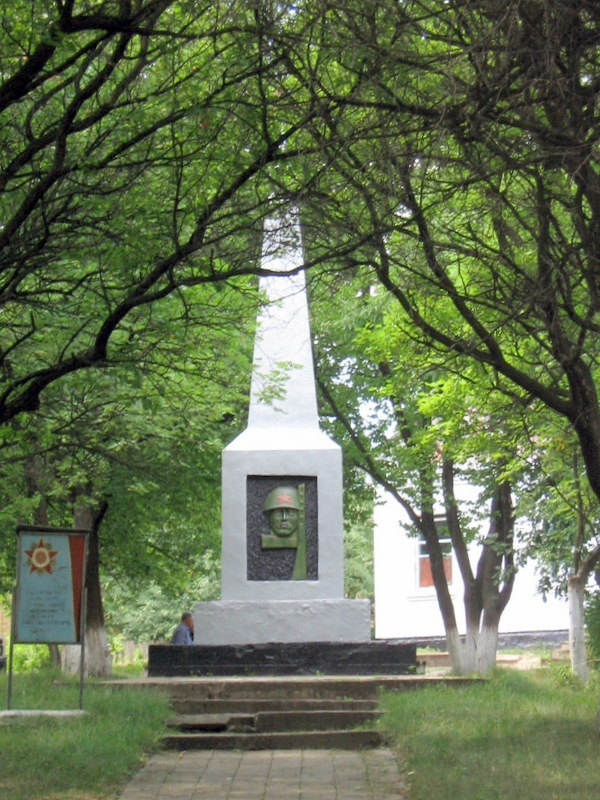
Обеліск Слави
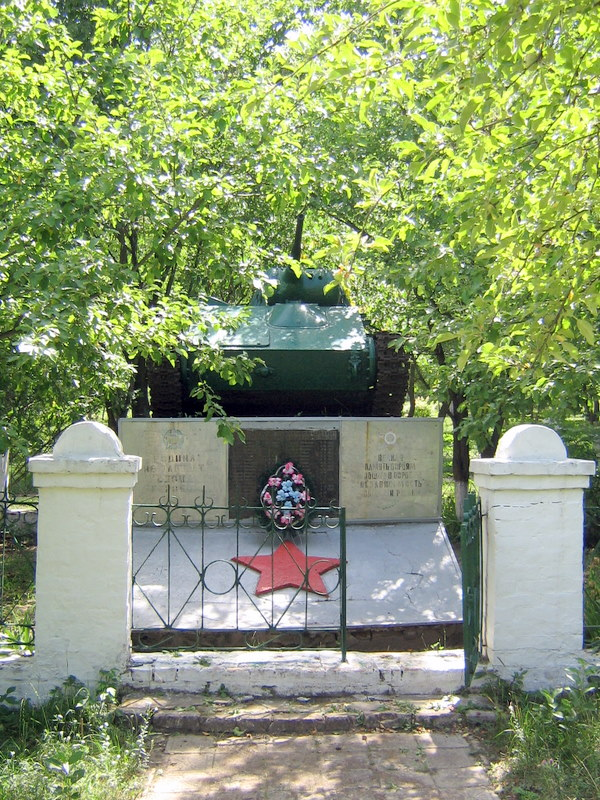
Танк Т-70

## Публікації
- Мінаєв М. Серед степів: [З історії с. Вершаці] //Чигирин. вісті. — 1994. — 5 жовт.